# Eutíquides

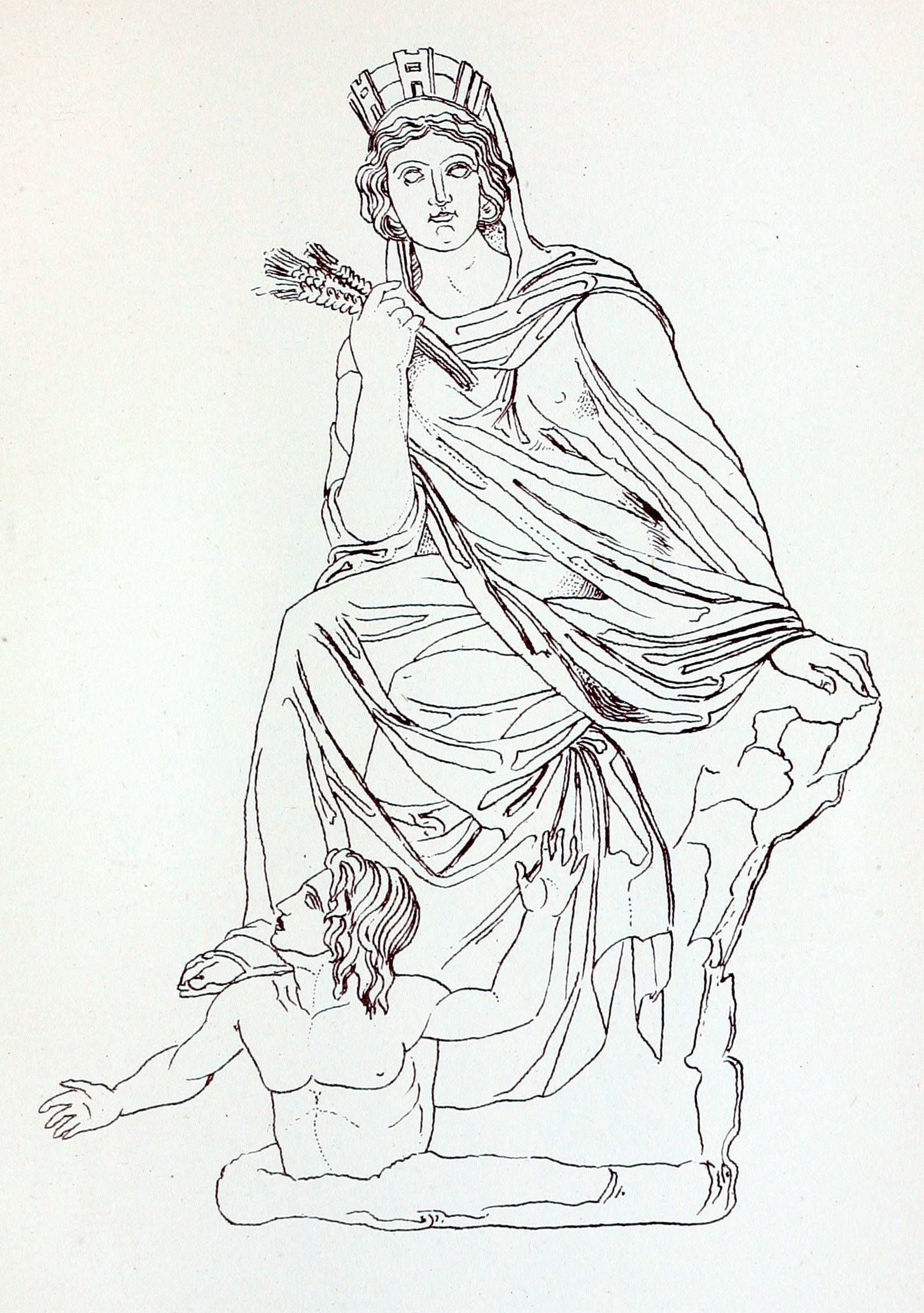
Dibuix de Tique realitzat per Eutíquides

Eutíquides (en llatí Eutychides, en grec antic Εὐτυχίδης) fou un escultor grec en bronze i marbre, nascut a Sició a finals del segle iv aC, deixeble de Lisip, segons Pausànias. Plini el Vell el situa a la 120 Olimpíada, cap a l'any 300 aC. Es considera inclòs dins del corrent de l'Escultura hel·lenística.
Va fer una estàtua en bronze del riu déu Eurotes in quo artem ipso amne liquidiorem plurimi dixere ("del seu art excel·lent el mateix riu en podria dir moltes coses"), diu Plini. Una del guanyador olímpic Timòstenes d'Elis, i una important estàtua de Tique (o la Fortuna) per als sirians de l'Orontes, de la qual es conserva una còpia als Museus Vaticans. Una estàtua del pare Líber es trobava a la col·lecció de Gai Asini Pol·lió i era de marbre, segons Plini. L'Antologia grega esmenta una estàtua de Príap feta per Eutíquides, però no se sap si és aquest Eutíquides de Sició. Un deixeble seu es deia Càntar de Sició.